# Hassaleh
ι Aurigae (Iota Aurigae, kurz ι Aur) ist ein Stern im Sternbild Auriga mit einer Entfernung von ca. 450 Lichtjahren. Er hat eine scheinbare Helligkeit von 2,7 mag und gehört der Spektralklasse K3 an.
Der Stern trägt die historischen Eigennamen Hassaleh oder Kabdhilinan, von arab. "Sprungbein des Zügelhalters" (das Sprungbein, anatomischer Name Talus, ist ein Fußknochen).